# 枯葉剤 (ピンク)
枯葉剤 (ピンク) (Agent Pink) は、アメリカ合衆国 が ベトナム戦争 で使用した、強力な除草剤・枯葉剤の1つのコードネーム。名前は、容器にピンク色の縞があることに因む。枯葉剤（オレンジ、Agent Orange）を含む、虹枯葉剤（w:rainbow herbicides）の一つ。
枯葉剤散布初期（1961年） - 1964年 に使用された。

## 成分
有効成分 

2,4,5-トリクロロフェノキシ酢酸（フェノキシ系除草剤の一つ、枯葉剤全種の成分）

2,4,5-T の 副産物 

ダイオキシン、 2,3,7,8-テトラクロロジベンゾジオキシン(TCDD)　
エージェント・グリーン（枯葉剤）と同じく、2,4,5-T が成分のほとんどであった為、オレンジ剤の何倍ものダイオキシンを含んでいた。